# 棕櫚谷 (佛羅里達州)
棕櫚谷（英語：Palm Valley）是位於美國佛羅里達州聖約翰斯縣的一個人口普查指定地區。

## 地理
棕櫚谷的座標為30°12′24″N 81°23′14″W / 30.20667°N 81.38722°W，而該地最高點為海拔高度2米（即7英尺）。

## 人口
根據2010年美國人口普查的數據，棕櫚谷的面積為36.20平方千米，當中陸地面積為34.70平方千米，而水域面積為1.50平方千米。當地共有人口20019人，而人口密度為每平方千米553人。